# 尾西康充
尾西 康充（おにし やすみつ、1967年1月19日 - ）は、日本の国文学者。三重大学人文学部教授。日本近代文学専攻。

## 人物
兵庫県神戸市出身。淳心学院中高等学校卒業、広島大学教育学部卒業、広島大学大学院教育学研究科博士課程後期修了。博士（学術）の学位を取得。広島大学教育学部助手を経て、1998年4月に三重大学人文学部に赴任。専任講師、助教授を経て、2007年4月から現職。
明治の北村透谷を中心にして大正の有島武郎や昭和の椎名麟三を研究している。三重県四日市市出身の田村泰次郎の小説に関して、5年3ヶ月にわたって泰次郎が従軍生活を送った中国山西省での現地調査を進め、『田村泰次郎の戦争文学─中国山西省での従軍体験から』（笠間書院）を刊行した。現在は三重県松阪市出身の農民詩人・錦米次郎の研究を進め、創作の原体験となった中国大陸での従軍生活やベトナムでの捕虜収容所の生活に関して、現地調査をおこなっている。

## 著書

### 単書
- 『北村透谷論―近代ナショナリズムの潮流の中で』、明治書院、1998年
- 『近代解放運動史研究―梅川文男とプロレタリア文学』、和泉書院、2006年
- 『北村透谷研究―〈内部生命〉と近代日本キリスト教』、双文社出版、2006年
- 『椎名麟三と〈解離〉―戦後文学における実存主義』、朝文社、2007年
- 『増補改訂版　近代解放運動史研究―梅川文男とプロレタリア文学』、和泉書院、2008年
- 『田村泰次郎の戦争文学─中国山西省での従軍体験から』、笠間書院、2008年
- 『『或る女』とアメリカ体験-有島武郎の理想と叛逆』、岩波書店、2012年
- 『小林多喜二の思想と文学―貧困・格差・ファシズムの時代に生きて』、大月書店、2013年
- 『戦争を描くリアリズム―石川達三・丹羽文雄・田村泰次郎を中心に』、大月書店、2014年
- 『沖縄　記憶と告発の文学ー目取真俊の描く支配と暴力』、大月書店、2019年

### 共編
- 『プロレタリア詩人・鈴木泰治―作品と生涯』岡村洋子共編　和泉書院、2003年
- 『田村泰次郎選集』（全5巻）秦昌弘共編　日本図書センター、2005年
- 『丹羽文雄と田村泰次郎』濱川勝彦,半田美永,秦昌弘共編　学術出版会、2006年
- 『忍者文芸研究読本』吉丸雄哉,山田雄司共編　笠間書院、2014年